# Marguerite Perey

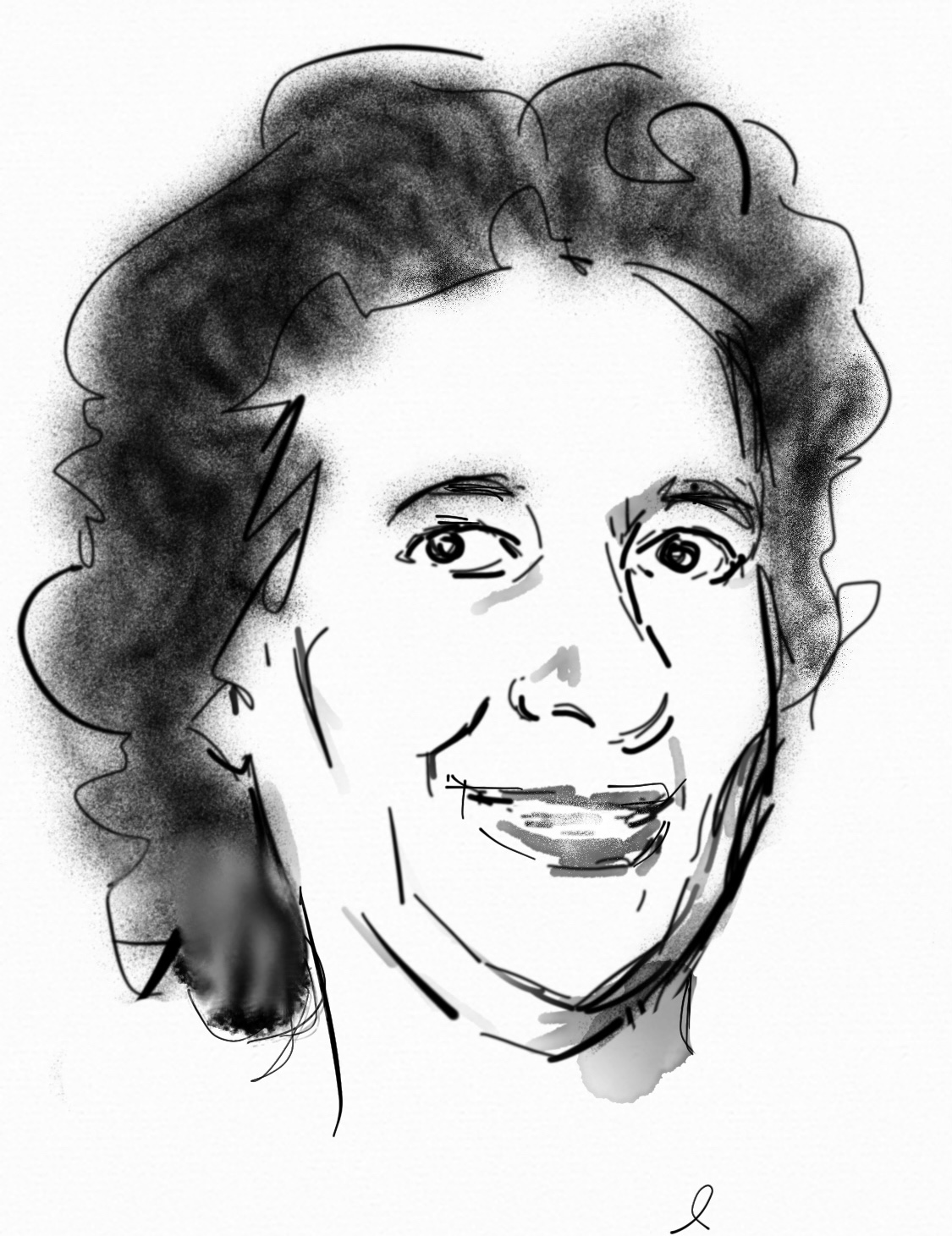
Marguerite Perey

Marguerite Catherine Perey (* 19. Oktober 1909 in Villemomble; † 13. Mai 1975 in Louveciennes) war eine französische Chemikerin und Physikerin. Ihr gelang es als erster, das chemische Element Francium nachzuweisen.

## Leben
Pereys Vater war Müller und sein Tod hinterließ die Familie in finanziellen Schwierigkeiten, was Perey zur Aufgabe ihres Traumes vom Medizinstudium zwang. Perey studierte Chemie an der Ecole d'Enseignement Technique Feminine mit dem Diplomabschluss 1929. Sie arbeitete als chemisch-technische Assistentin am Radiuminstitut (Institut du Radium) in Paris. Sie hatte das Privileg, als persönliche Laborassistentin von Marie Curie zu arbeiten. Bei ihrem Vorstellungsgespräch im Labor traf Perey die weltberühmte Marie Curie persönlich, aber hielt sie aufgrund ihres unauffälligen Auftretens und ihrer Kleidung zunächst für eine Sekretärin. Sie begann ihre Karriere am Radiuminstitut bereits recht früh, bevor sie überhaupt eine formale höhere Ausbildung begonnen hatte. Sie arbeitete bis 1946 am Radiuminstitut, in der Zeit bis 1934 als Assistentin Curies. Während ihrer Zeit am Institut widmete Perey den größten Teil ihres wissenschaftlichen Lebens der Erforschung der radioaktiven Familie des Actiniums. Unter der Leitung von Curie und später unter André Debierne und Irène Joliot-Curie arbeitete sie intensiv an der Reinigung und Konzentration von Actinium.
Bei ihrer Arbeit mit Actinium entdeckte Perey im Jahr 1939 das erste Isotop des Elements 87, das später als Francium bekannt wurde. Francium, ein kurzlebiges natürlich vorkommendes radioaktives Zerfallsprodukt des Actiniums, war das bis dahin unentdeckte Element. Die Entdeckung gelang ihr durch die Hinzufügung von Cäsiumchlorid zu Actinium, wodurch unerwartete Strahlung emittiert wurde. Durch eine Reihe von Tests konnte sie die Existenz des neuen Elements beweisen. Einen ersten Vermerk hierüber enthielt ihr Notizbuch am 7. Januar 1939. Zwei Tage später, am 9. Januar, erhielt die französische Académie des sciences eine Nachricht über die Entdeckung. Das neue Element wurde zunächst Actinium-K genannt und erhielt 1946 den Namen Francium zu Ehren des Geburtslandes der Entdeckerin.
Nach ihrer Entdeckung wurde Perey zur Fortsetzung ihres Studium an der Sorbonne ermutigt und dabei durch ein Stipendium des Centre national de la recherche scientifique (CNRS) unterstützt. Sie erwarb zwischen 1942 und 1945 drei Zertifikate und verteidigte 1946 erfolgreich ihre Doktorarbeit über das von ihr entdeckte Element.
Anschließend war sie drei Jahre Leiterin des Radiuminstituts in Paris, bevor sie 1949 auf einen Lehrstuhl für Radiochemie an der Universität Straßburg berufen wurde. Hier gründete sie ein Labor am Centre de Recherches Nucléaires.
In ihren späteren Jahren warnte Perey ihre Studenten eindringlich vor den negativen Folgen der Strahlenexposition und erlebte, wie Strahlungsdetektoren Alarm schlugen, als sie Labore betrat. Pereys eigenes Leben wurde jedoch durch die fortschreitende Strahlenkrankheit überschattet, die sie sich während ihrer Forschungsjahre zugezogen hatte. Sie hatte viel Zeit in Räumen verbracht, in denen radioaktives Material gelagert wurde, 1929 sogar in ihrem Wohnraum. So zog sie sich erhebliche Strahlungsschäden zu, die später Krebs bei ihr auslösten. Um 1960 wurde bei ihr Knochenkrebs diagnostiziert, der sie das Augenlicht und eine Hand kostete. Die Pianistin konnte sich darum im Alter auch nicht mehr ihrer Musik widmen. Sie starb 1975 nach einem langen Kampf mit der Krankheit.

## Auszeichnungen
Als erste Frau wurde sie als korrespondierendes Mitglied am 12. März 1962 in die Académie des sciences aufgenommen, eine Ehre, die ihrer Mentorin Curie noch verwehrt wurde.
Im Jahr 1960 wurde sie Offizier der Ehrenlegion und erhielt den Großen Preis der Stadt Paris. 1964 erhielt sie den Lavoisier Preis der Academie des sciences und die Silbermedaille der französischen chemischen Gesellschaft. 1974 wurde sie Kommandeur des Ordre national du Mérite.

## Ausgewählte Publikationen
- Marguerite Perey, « Sur un élément 87, dérivé de l'actinium », C.R. Hebd. Seances Acad. Sci. 208:97-99 (1939) Volltext
- Marguerite Perey et Jean-Pierre Adloff, « Sur la descendance de l'actinium k : 22387Fr », Journal de Physique et Le Radium, 17(7):545-547 (1956) doi:10.1051/jphysrad:01956001707054500